# Mark Twain
Mark Twain, eredeti nevén Samuel Langhorne Clemens (Florida, Monroe megye, Missouri, 1835. november 30. – Redding, Connecticut, 1910. április 21.) amerikai író, újságíró, humorista.
Ha felismerjük végre, hogy minden ember őrült, egy csapásra világossá válik előttünk minden rejtély.

## Élete

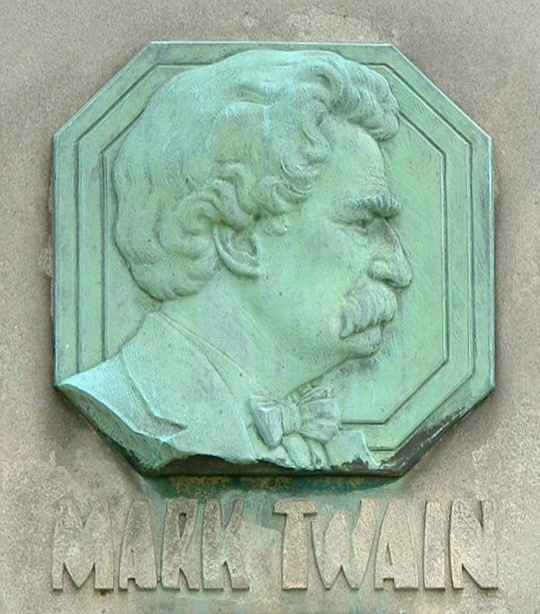
Dombormű Mark Twain sírján, Elmira, NY

Szegény, de a kor fogalmai szerint előkelő családba született: anyja, Jane Lampton és apja, John Marshall Clemens révén is olyan ír–angol felmenőkkel rendelkezett, akik már a függetlenségi háború előtt letelepedtek az Újvilágban. A házaspár hét gyermeke közül Samuel volt a hatodik. Testvérei közül három még gyerekkorában meghalt, csak Orion (1825–1897), Henry (1838–1858) és Pamela (1827–1904) érte meg a felnőttkort. A család igyekezett tisztes egzisztenciát teremteni, de az idők folyamán egyre jobban elszegényedtek, 1842-ben egyetlen rabszolgájukat, Jennyt is el kellett adniuk.
Amikor Samuel 13 éves volt, meghalt az édesapja. A fiú a Missouri Courier-nél kezdett dolgozni, Orion nevű bátyja pedig megvette a Hannibal Journal című lapot. Ebben jelent meg Samuel első rövid cikke. 18 éves koráig Samuel a családjával Hannibalban, egy Mississippi-parti községben élt. Eleinte a bátyja újságjánál dolgozott, majd később San Franciscóban, a Morning Callnál és a Californiannél. 1852-től utazó tudósítóként több cikket írt a bátyja lapjának Philadelphiából, New Yorkból és Washingtonból.
1855-től Clemens St. Louisban élt, és egy folyami gőzhajón dolgozott. 1857-ben elkezdte az ez irányú képesítés megszerzését, 1859-ben sikerrel végzett. 1861-ben tagja lett a helybeli szabadkőműves páholynak.
Az amerikai polgárháború kitörése 1861-ben a munkanélküliséget hozta Clemensnek. Kéthetes katonáskodás után, melyet a Missouri State Guardnál töltött, Orion fivérével nyugatra indultak, és Nevadában aranyásóként dolgoztak. Mivel nem jártak sikerrel, 1862-ben Clemens visszatért az újságíráshoz, ezúttal a nevadai Virginia City Territorial Enterprise riportereként.
A Mark Twain álnevet először 1863. február 3-án használta. Az álnév egy folyami hajós szakkifejezés, helyesen írva mark two, és a mélységmérő rúdon a második vonást jelentette: ez volt a minimális mélység a gőzös biztonságos haladásához. 1864-ben Twain San Franciscóba költözött, majd ismét Nevadába, vissza Kaliforniába, Hawaii-ra, és megint Nevadába. Közben rövid ideig tudósítóként dolgozott Európában és a Közel-Keleten.
A szélesebb körű elismerést az 1865-ben megjelent Jim Smiley and His Jumping Frog történet hozta meg. Ezután profi előadóként járta az országot és New York-i lapoknak kezdett írni.
1870-ben feleségül vette Olivia Langdont. 1871-ben a connecticuti Hartfordban telepedett le, ahol tizenhét évig élt sikeres íróként. Közvetlen szomszédja Harriet Beecher Stowe volt, aki komoly hatást gyakorolt az írónak a rabszolgaságról vallott nézeteire. Ebben a korszakban jelentek meg legjobb művei: Tom Sawyer kalandjai, Élet a Mississippin és a Huckleberry Finn kalandjai.
1874-ben Mark Twain egy Remington írógépet vásárolt, és a Tom Sawyer kalandjai volt az első olyan könyv a világon, amelynek a kéziratát az író írógéppel készítette. 1891-ben ismét Európába utazott, ahol kilenc évet maradt.
Mark Twain első üzleti próbálkozása 1869-ben volt, amikor részesedést szerzett a Buffalo Express lapban. A saját könyvei mellett anyagi sikert jelentett a Charles L. Webster & Co. könyvkiadó, amely Ulysses S. Grant tábornok (később elnök) életrajzát adta ki. 1894-ben egy nyomdai vállalkozása csődbe jutott, ezért az anyagi ügyeinek a rendbehozatalára felolvasó körútra indult. Az utazás alatt meghalt Suzy nevű lánya. Szerencsére Henry Huttleson Rogers, a Standard Oil alelnöke kész volt az írót átsegíteni az anyagi nehézségeken, akinek négy gyermeke közül három idő előtt halt meg, majd feleségét is elvesztette.
Mark Twain ünnepelt hírességként halt meg. Életműve sok amerikai íróra elemi hatással volt. Ernest Hemingway mondta róla:
„Az egész amerikai irodalom Mark Twain egyetlen könyvéből ered, a Huckleberry Finnből… Előtte semmi sem volt. Azóta sem írtak ilyen jót.”

## Művei
- (1867) The Celebrated Jumping Frog of Calaveras County
- (1868) General Washington's Negro Body-Servant
- (1868) My Late Senatorial Secretaryship
- (1869) The Innocents Abroad
- (1871) Mark Twain's (Burlesque) Autobiography and First Romance
- (1872) Roughing It
- (1873) The Gilded Age: A Tale of Today
- (1875) Sketches New and Old
- (1876) Old Times on the Mississippi
- (1876) The Adventures of Tom Sawyer (Tom Sawyer kalandjai)
- (1877) A True Story and the Recent Carnival of Crime
- (1878) Punch, Brothers, Punch! and other Sketches
- (1880) The Awful German Language
- (1880) A Tramp Abroad
- (1880) 1601: Conversation, as it was by the Social Fireside, in the Time of the Tudors
- (1882) Advice to Youth
- (1882) The Prince and the Pauper (Koldus és királyfi)
- (1883) Life on the Mississippi (Élet a Mississippin)
- (1884) Adventures of Huckleberry Finn (Huckleberry Finn kalandjai)
- (1889) A Connecticut Yankee in King Arthur's Court (Egy jenki Arthur király udvarában)
- (1892) The American Claimant
- (1892) Merry Tales
- (1893) The £1,000,000 Bank Note and Other New Stories (Az egymillió fontos bankjegy és egyéb történetek)
- (1894) Tom Sawyer Abroad
- (1894) Pudd'n'head Wilson (Puddingfejű Wilson)
- (1896) Tom Sawyer, Detective (Tom Sawyer mint detektív)
- (1896) Personal Recollections of Joan of Arc (Jeanne d'Arc])
- (1897) How to Tell a Story and other Essays
- (1897) Following the Equator (Utazás az Egyenlítő körül)
- (1898) Concerning the Jews
- (1900) The Man That Corrupted Hadleyburg (A lóvátett város)
- (1901) Edmund Burke on Croker and Tammany
- (1902) A Double Barrelled Detective Story
- (1902) The Belated Russian Passport
- (1904) A Dog's Tale
- (1905) King Leopold's Soliloquy
- (1905) The War Prayer
- (1906) The $30,000 Bequest and Other Stories
- (1906) What Is Man?
- (1907) Christian Science
- (1907) A Horse's Tale
- (1907) Is Shakespeare Dead?
- (1909) Captain Stormfield's Visit to Heaven
- (1909) Letters from the Earth
- (1910) Queen Victoria's Jubilee
- (1916) The Mysterious Stranger
- (1924) Mark Twain's Autobiography (Mark Twain önéletrajza)
- (1995) The Bible According to Mark Twain: Writings on Heaven, Eden, and the Flood

## Magyarul

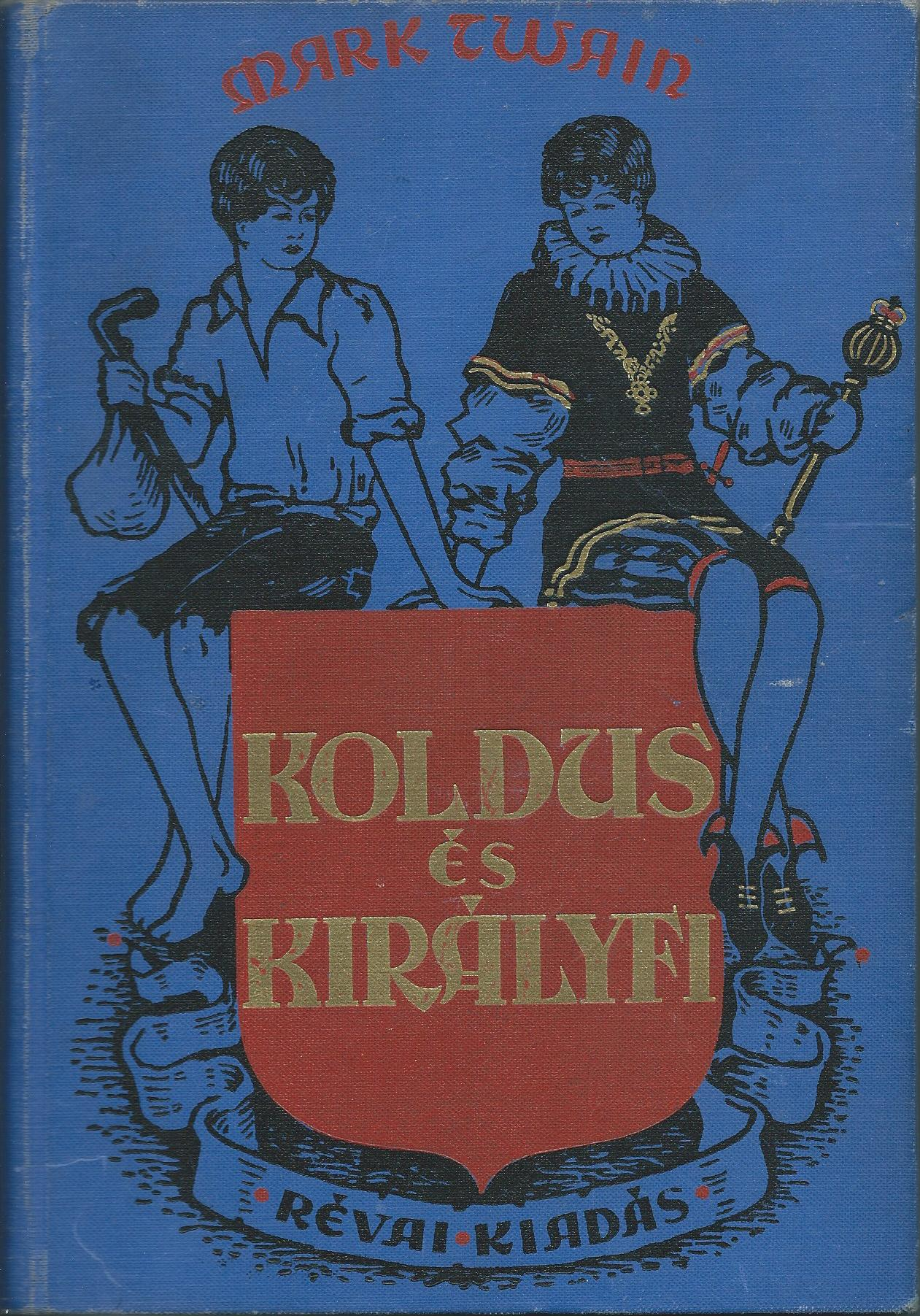
A Koldus és királyfi egyik Révai-féle kiadásának borítója

### 1919-ig
- Mark Twain–Wagner Károly Dudley: Az aranyozott kor. Amerikai regény, 1-3.; ford. Mundrony Pál; Athenaeum, Bp., 1876
- Koldus és királyfi. Elbeszélés minden korbeli fiatalság számára; ford. Fái J. Béla; Révai, Bp., 1880
- Tamás úrfi kalandjai. Regényes elbeszélés; az ifjúság számára Hughes N. L. átdolgozása után ford. Kürthy Emil; Révai, Bp., 1886
- Rajzok; ford. Gyalui Farkas; Grimm, Bp., 1890 (Útközben)
- Az én órám; Kármán, Losonc, 1891 (Humoros zsebkönyvtár)
- Az amerikai örökös. Regény; ford. Győry Ilona; Légrády, Bp., 1893
- Az oktondi. Regény; Magyar Hírlap Ny., Bp., 1895
- Az ostoba Wilson, 1-2.; Légrády, Bp., 1900 (Legjobb könyvek)
- Két amerikai novella / Bret Harte: Jack Hamlin védencze / Mark Twain: Ádám naplója; ford. Strache Tivadar; Rosa Ny., Kassa, 1900
- Amerikai elbeszélők; Bret Harte, Mark Twain et al.; ford. Szappanos Aladár; Lampel, Bp., 1901 (Magyar könyvtár)
- Királyfi és koldusfiú. Elbeszélés minden korbeli fiatalság számára; ford. Tölgyessy Tihamér; Magyar Kereskedelmi Közlöny, Bp., 1903
- Koldus és királyfi. Elbeszélés minden korbeli fiatalság számára; ford. Tölgyesi Tihamér; Vass, Bp., 1903
- Tamás úrfi csínyjei és kalandjai; az ifjúság számára újonnan átdolg.; Magyar Könyvkiadó-Társaság, Bp., 1904
- Huckleberry Finn vándorlásai és kalandjai; ford. Kemény György; Magyar Könyvkiadó-Társaság, Bp., 1905
- A véreb és egyébb elbeszélések; Magyar Kereskedelmi Közlöny, Bp., 1905
- Koldus és királyfi. Ifjúsági elbeszélés; ford. Gaál Béla; Athenaeum, Bp., 1906
- Tamás úrfi kalandjai. Regényes elbeszélés; átdolg. Gyula Bácsi [Zigány Árpád]; Beer Ny., Bp., 1910
- Az 1,000.000 fontos bankó és más novellák; ford. Bálint Lajos; Athenaeum, Bp., 1915 (Athenaeum könyvtár)
- Stormfield kapitány látogatása a menyországban. Regény; ford. Síró György; Tevan, Békéscsaba, 1916 (Tevan-könyvtár)
- Humoreszkek; ford. Nemes Jenő; Galantai, Bp., 1917 (Renaissance könyvtár)
- Az ellopott fehér elefánt; ford. Kisléghi Kálmán; Lampel, Bp., 1919 (Magyar könyvtár)

### 1920–1944
- Hajósélet a Mississippin; ford. Zigány Árpád; Révai, Bp., 1920 (Világregények)
- Tamás úrfi mint detektív. Elbeszéli Huck Finn; ford. Halász Gyula, ill. Pólya Tibor; Athenaeum, Bp., 1920
- Tamás úrfi léghajón. Elbeszéli Huck Finn; ford. Halász Gyula, ill. Pólya Tibor; Athenaeum, Bp., 1920
  - (Tom Sawyer léghajón címen is)
- Wicklow, a kém és más történetek; ford. Bálint Lajos; Athenaeum, Bp., 1920 (Modern könyvtár)
- Nyugtalan éj. Az eredeti teljes szöveg és hű fordítása; ford. Reichard Piroska; Lantos, Bp., 1920 (Kétnyelvű klasszikus könyvtár)
- Huckleberry Finn kalandjai; ford. Rákosi Jenő, ill. Pólya Tibor; Athenaeum, Bp., 1921
- Tamás úrfi kalandjai; ford. Halász Gyula, ill. Pólya Tibor; Athenaeum, Bp., 1922
- A titokzatos idegen. Regény; ford. Mikes Lajos; Genius, Bp., 1930
- Huckleberry Finn kalandjai; az ifjúság számára ford. Szegedy Ila; Tolnai, Bp., 1930
- Koldus és királyfi. Elbeszélés az ifjúság számára; átdolg. Sándor Kálmán; Tolnai Ny., Bp., 1935
- Huckleberry Finn és Tom Sawyer kalandjai; ford. Koroknay István, ill. Enyvvári Herbert; Révai, Bp., 1936
- Tamás úrfi csínyjei és kalandjai; ford. Szegedy Ila, ill. Sebők Imre; Tolnai, Bp., 1936
- Koldus és Királyfi. Színjáték; Mark Twain után színpadra dolgozta Szunyogh X. Ferenc; Vörösváry, Bp., 1940
- Koldus és királyfi; átdolg. Mándy Iván; Vigilia, Bp., 1943 (Az ifjúság klasszikusai)
- Királyfi és koldus; ford. Biró Sándor; Magyary, Bp., 1943
- Egymilliós bankjegy; Siményi, Bp., 1943
- Koldus és királyfi. Elbeszélés az ifjúság számára; Forrás Ny., Bp., 1944

### 1945–1989
- A 30.000 dolláros örökség; ford. Elek István; Hungária Ny., Bp., 1948 (Forintos regény)
- Tom Sawyer kalandjai; ford. [tévesen Karinthy Frigyes, valójában] Koroknay István; Pravda, Bratislava, 1949 (Magyar könyvtár)
- A lóvátett város; ford., összeáll., bev. Szász Imre; Szépirodalmi, Bp., 1951
- Tom Sawyer kalandjai; sajtó alá rend. Bodrits István; Testvériség-Egység Kiadó, Újvidék, 1953
- Utazás az Egyenlítő körül. 1-2. köt.; ford. Benedek Marcell, bev., jegyz. Lutter Tibor; Művelt Nép, Bp., 1953
- Koldus és királyfi. Regény az ifjúság számára; Testvériség-Egység, Újvidék, 1954
- Jámbor lelkek külföldön. 1-2. köt.; ford. Benedek Marcell, szerk., jegyz. Lutter Tibor, térkép Bognár Gábor; Művelt Nép, Bp., 1954
- Útirajzok; vál., bev. Lutter Tibor, ford. Benedek Marcell; Állami Irodalmi és Művészeti Kiadó, Bukarest, 1955
- Koldus és királyfi; ford. Jékely Zoltán; Ifjúsági, Bukarest, 1955
- Huckleberry Finn kalandjai; sajtó alá rend. Bodrits István; Testvériség-Egység, Noviszád, 1956
- Egy jenki Arthur király udvarában. Regény; ford. Réz Ádám; Új Magyar Kiadó, Bp., 1956
- Puddingfejű Wilson. Regény; ford. Réz Ádám, utószó Szász Imre; Szépirodalmi, Bp., 1956 (Olcsó könyvtár)
- Mark Twain–Charles Dudley Warner: Az aranykor; ford. Szinnai Tivadar, utószó Szász Imre; Európa, Bp., 1957
- Ádám és Éva naplója; ford. Thaly Tibor, ill. Jean Effel; Európa, Bp., 1957
- Koldus és királyfi, 1-2.; Mark Twain nyomán szöveg Gordon Éva; Ifjúsági Lapkiadó–Junge Welt, Bp.–Berlin, 1957 (Világhírű történetek képekben)
- Az egymillió fontos bankjegy és egyéb írások; vál. Szász Imre, ford. Szász Imre, Szentkuthy Miklós, bev. Szentkuthy Miklós, jegyz. Viktor János; Európa, Bp., 1957 (A világirodalom klasszikusai)
- Tom Sawyer közbelép. Vígjáték; Mark Twain regényéből színpadra írta Király Dezső, Orbók Attila, rend. utasítás Karcsai-Kulcsár István, díszletterv Dede Ernő; Népművelési Intézet, Bp., 1961 (Színjátszók kiskönyvtára)
- Emlékek, gondolatok; vál., bev. Szász Imre, ford. Szász Imre, Vajda Miklós, Valkay Sarolta; Gondolat, Bp., 1962 (Auróra)
- Koldus és királyfi; átdolg. László Anna, rendezői tanácsok Csutorás Márta; Móra, Bp., 1962 (Gyermekszínpad)
- Jeanne d'Arc. Sieur Louis de Conte emlékiratai; ford. Victor János, utószó Szász Imre; Magvető, Bp., 1964
- Emberevés a vonaton; vál. Lukácsy András, ford. Garai Gábor et al.; Magvető, Bp., 1966 (Vidám könyvtár)
- Önéletrajz; vál. Szász Imre, ford. Valkay Sarolta; Európa, Bp., 1968
- Élet a Mississippin; ford. Benedek Marcell, Tandori Dezső; Gondolat, Bp., 1971
- Megszeldítem a kerékpárt; ford. Szász Imre, Szentkuthy Miklós, Szilágyi Tibor, vál. Szász Imre; Európa, Bp., 1980 (Vidám könyvek)
- Tom Sawyer léghajón; ford. Révbíró Tamás / Tom Sawyer, a detektív; ford. Dezsényi Katalin; Móra, Bp., 1985
  - (Tamás úrfi léghajón címen is)

### 1990–
- Az ellopott fehér elefánt és más elbeszélések; ford. Szász Imre, Szentkuthy Miklós; Unikornis, Bp., 1991 (Unikornis zsebkönyvtár)
- Disneys Koldus és királyfi; ford. Gergely Erzsébet; Egmont-Pannónia, Bp., 1992
- Mennyei utazás. Elbeszélések, novellák, humoreszkek; vál. Szántó György Tibor, ford. Szász Imre, Szentkuthy Miklós, Molnár Zoltán, Magyar Hírlap–Maecenas, Bp., 1993 (Heti klasszikusok)
- Disneys Koldus és királyfi; ford. Esztó Barbara; Egmont Hungary, Bp., 1994
- Tom Sawyer kalandjai; ford. Bartos Tibor; Európa, Bp., 1994 (Európa klasszikus regények)
- Tom Sawyer, a mesterdetektív; ford. Guthy Béla; Fátum-ars, Bp., 1994
- The L 1,000,000 bank-note. Three stories. A mysterious visit. How I edited an agricultural paper / Az egymillió fontos bankjegy. Három elbeszélés. Titokzatos látogatás. Hogyan szerkesztettem mezőgazdasági lapot; vál., jegyz. Heltai Pál, ford. Szász Imre; Corvina, Bp., 1997 (Kétnyelvű olvasmányok)
- Alföldy Jenő: Olvasmánynapló Mark Twain Koldus és királyfi című regényéhez; Nemzeti Tankönyvkiadó, Bp., 1997 (Olvasmánynapló-sorozat)
- Ádám és Éva naplója; ford. Greskovits Endre; Eri, Bp., 1998
- Huckleberry Finn kalandjai; ford. Bartos Tibor; Impresszum, Bp., 1998
- Koldus és királyfi. Meseopera Mark Twain nyomán; vers Németh István Péter; szerzői–Aranyhíd Kulturális Szolgáltató Intézet, Tapolca–Balatonfüred, 2000
- Ádám és Éva naplója; ford. Szántai Zsolt; Szukits, Szeged, 2000 (Meglepetés könyvek)
- Koldus és királyfi; ford. Kovácsné Kliment Emilia; Új Ex Libris, Bp., 2001 (Klasszikus ifjúsági regénytár)
- Tom Sawyer kalandjai; Mark Twain regénye alapján átdolg. Rangáné Lovas Ágnes, ill. Zórád Ernő; Aranyhal, Bp., 2001 (A világirodalom klasszikusai gyerekeknek)
- Tom Sawyer kalandjai; ford. Kovácsné Kliment Emilia; Új Ex Libris, Bp., 2001 (Klasszikus ifjúsági regénytár)
- Egy gyilkosság, egy rejtély és egy házasság; ford. Szántai Zsolt; Sensus, Bp., 2002
- Koldus és királyfi; ford. Makay László, Makayné Forgács Melinda; Disney Könyvklub, Bp., 2002 (Disney Könyvklub)
- Tom Sawyer kalandjai; ford. Gerencsér Ferenc; Puedlo, Nagykovácsi, 2004
- Tom Sawyer kalandjai; átdolg. Tracy Christopher, ford. Bocz András, ill. Ned Butterfield; Alexandra, Pécs, 2005 (Illusztrált klasszikusok kincsestára)
- Mark Twain összes Tom Sawyer története; ford. Vándor Judit, ill. True E. Williams, E. W. Kemble, John J. Harley; Szukits, Szeged, 2006
- Koldus és királyfi; ford. Lengyel Tamás; Puedlo, Nagykovácsi, 2005
- Huckleberry Finn kalandjai; átdolg. Suzanne McCabe, ford. Bocz András, ill. Richard Lauter; Alexandra, Pécs, 2005 (Illusztrált klasszikusok kincsestára)
- A titokzatos idegen. Sátán három könyve; ford. Gergely Zsuzsa; Noran, Bp., 2007
- Vizet mindenki iszik. Mark Twain füveskönyve; vál., ford., utószó Molnár Miklós; Lazi, Szeged, 2007
- Tom Sawyer kalandjai; újra elmesélte Elke Leger, ford. Szabó Mária, ill. Markus Zöller; Ciceró, Bp., 2009 (Klasszikusok kisebbeknek)
- Tom Sawyer kalandjai; átdolg. Martin Woodside, ford. Edwards Zsuzsanna, ill. Lucy Corvino; Alexandra, Pécs, 2010 (Klasszikusok könnyedén)
- Huckleberry Finn kalandjai; átdolg. Oliver Ho, ford. Edwards Zsuzsanna, ill. Dan Andreasen; Alexandra, Pécs, 2010 (Klasszikusok könnyedén)
- Koldus és királyfi; ford. Révbíró Tamás; Móra, Bp., 2012
- Huckleberry Finn kalandjai; átdolg. Maria Seidemann, ford. Kincses Edit, ill. Markus Zöller; Ciceró, Bp., 2013 (Klasszikusok kisebbeknek)
- Huckleberry Finn kalandjai; ford. Baktay Ervin, ill. Edward Windsor Kemble; Hopp Ferenc Ázsiai Művészeti Múzeum, Bp., 2014
- Tom Sawyer kalandjai. 3. szint; átdolg. Lucía Mora, ford. Pataki Andrea, ill. Guadalupe Guardia; Napraforgó, Bp., 2015 (Olvass velünk!)
- Tom Sawyer kalandjai; ford. Gyurkovics Máté; Könyvmolyképző, Szeged, 2015 (Jonatán könyvmolyképző)
- Tom Sawyer kalandjai; átdolg. María Jesús Díaz, ford. Pataki Andrea, ill. Guadalupe Guardia; Napraforgó, Bp., 2015 (Klasszikusok magyarul-angolul)

## Magyar fordítói
- Bartos Tibor
- Benedek Marcell
- Fái Jakab Béla
- Jékely Zoltán
- Koroknay István
- Réz Ádám
- Szász Imre
- Szentkuthy Miklós
- Tandori Dezső
- Valkay Sarolta
- Szegedy Ila